# Грипарис, Иоаннис
Иоаннис Грипарис (греч.  Ιωάννης Γρυπάρης, 29 июля 1870 Сифнос — 13 марта 1942 Афины) — греческий поэт, переводчик и театральный деятель конца XIX — начала XX веков. 
Один из пионеров движения за утверждение разговорного языка димотики в качестве литературного языка современной Греции. 
Переложил на разговорный язык большое число древних театральных и философских текстов — эти его работы характеризуются современными греческими энциклопедическими источниками как «образцовые».

## Детство и молодость

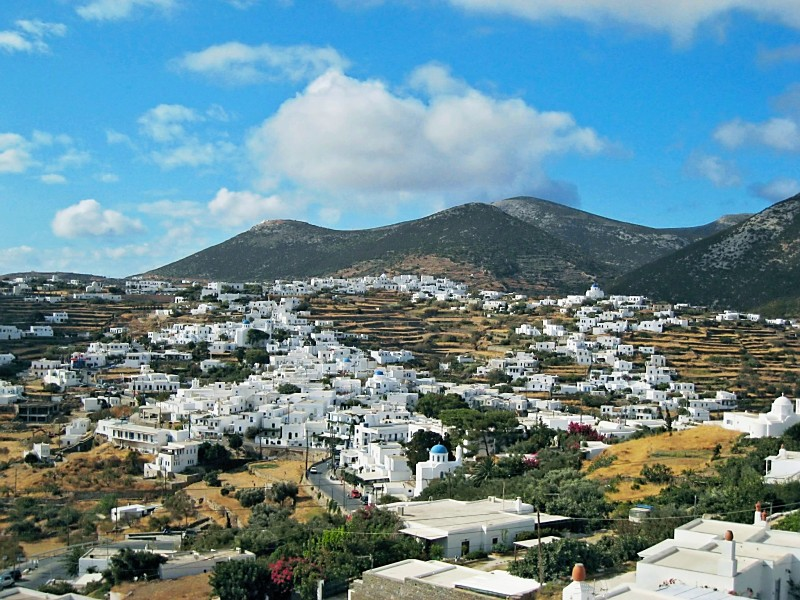
Село Артемонас на острове Сифнос, место рождения И. Грипариса

Иоаннис (Яннис) Грипарис родился в 1870 году семье константинопольского греческого учителя. 
Однако родился он в селе Артемонас на греческом острове Сифнос, откуда происходили его родители и где они поселились на небольшой период времени, после того как их дом сгорел в большом константинопольском пожаре . 
Вскоре его родители вернулись в Константинополь, где Иоаннис прожил свои детские и школьные годы. 
Отец купил книжный магазин Андреаса Коромиласа (1811 – 1858) у наследников этого известного греческого типографа и издателя, в котором Грипарис ещё ребёнком окунулся в атмосферу греческой литературы. 
Его любимыми книгами стали сборники стихов Юлия Типалдоса (1814 – 1883), Янниса Вилараса (1771 – 1823) и Дионисия Соломоса

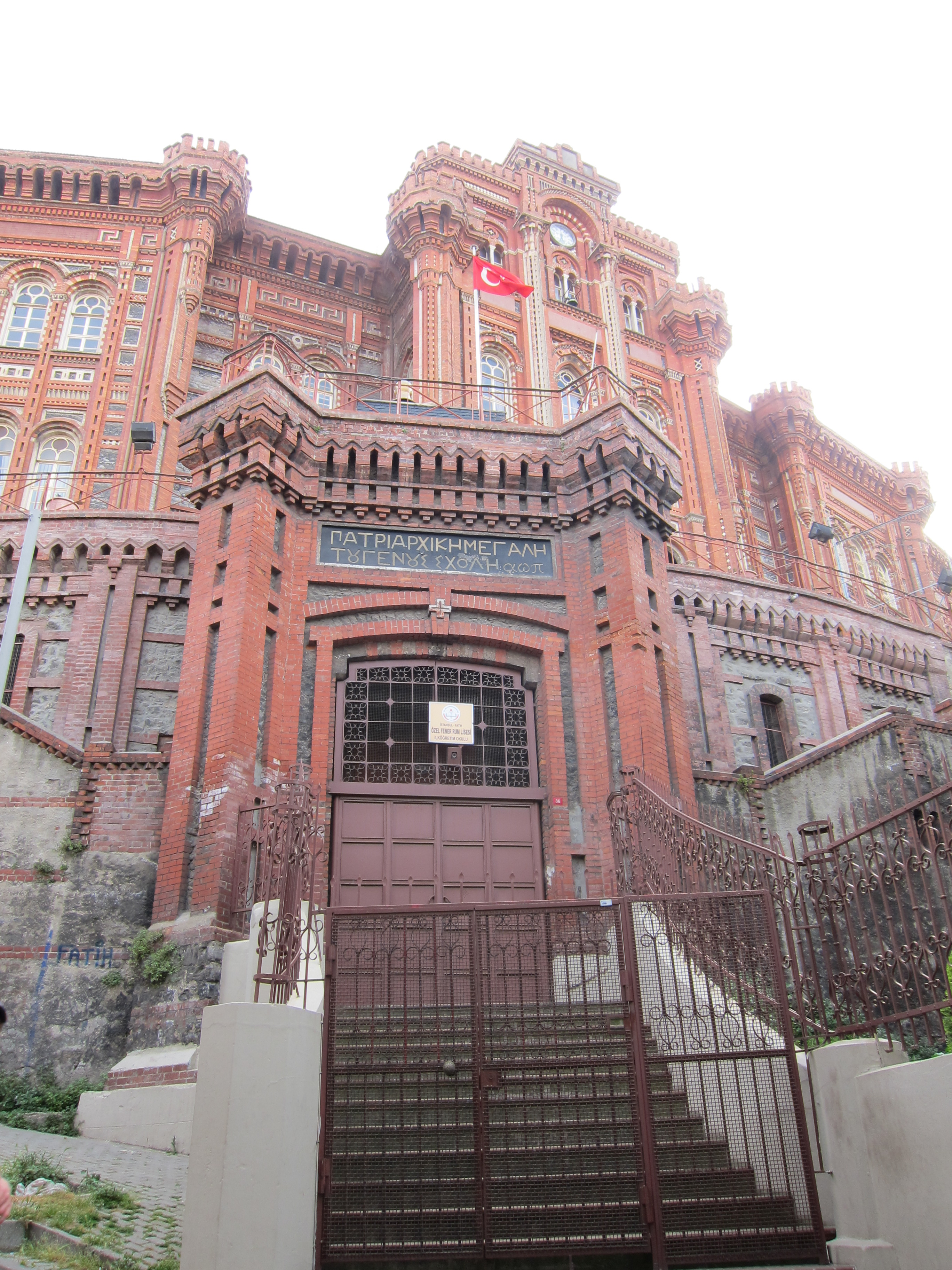
Великая школа нации

Здесь же он окончил греческую Великую школу нации. Будучи учеником “Великой школы” написал свои первые стихи. 
В 1888 году он поступил на филологический факультет Афинского университета.
В 1892 году, его сборник стихов под заголовком “Закаты” (“Δειλινά”), написанных на разговорном языке димотики, был отклонен комитетом “Филадельфийского поэтического конкурса”. 
Не получив диплома, в том же году Грипарис вернулся в Константинополь, где на протяжении пяти лет работал учителем греческого языка. 
Одновременно, вместе с Александрой Пападопулу (1867 – 1906), он редактировал журнал “Филологическое эхо” (“Φιλολογική Ηχώ”) Никоса Фалиреаса. 
В течение двух лет работы в редакции (1896 – 1897), Грипарис сумел убедить сотрудничать с журналом известных греческих литераторов, таких как К. Паламас, Я. Психарис, А. Эфталиотис и других, превратив до того малоизвестный журнал в орган сторонников димотики. 
В 1897 году, после резни армян предпринятой турками во многих регионах Османской империи и затронувшей также и Константинополь, Грипарис предпочёл уехать в Афины, где наконец получил свой диплом.

## Дальнейшая жизнь Грипариса
В 1898 году Грипарис стал, совместно с Константином Хадзопулосом (1868 – 1920) и Яннисом Камбисисом, соучредителем литературного журнала «Искусство» («Η Τέχνη»), оказавшего большое влияние на греческое литературное движение и духовную жизнь того периода. 
До 1911 года, его основной работой в Греческом королевстве было преподавание греческой литературы в средних школах на островах Эгейского моря и в городах Амфисса и Эгион. 
В 1911 году Грипарис женился и, получив стипендию, уехал в Западную Европу (Италия, Германия, Франция). 
Вернувшись в Грецию в 1914 году, он стал директором гимназии в городах Гитион и Месолонгион (1914-1917), затем генеральным инспектором среднего образования в городе Халкида (1917 – 1920). 
В 1923 году Грипарис возглавил «Департамент наук и искусств» в Министерстве образования. 
В 1925 году ему было предложено место профессора на кафедре «Средневековой и новогреческой филологии» Афинского университета, но Грипарис отказался. 
В том же году он возглавил редакцию журнала «Иллюстрированная Греция» («Εικονογραφημένη Ελλάς»). 
В 1930 году Грипарис был назначен директором Национального театра Греции. 
Попытка переворота 1935 года имела неприятные последствия, как для Грипариса, так и для начинающего театрального писателя Д. Фотиадиса.
В январе 1935 года Фотиадис послал в Национальный театр, как он пишет, «вероятно свою лучшую пьесу» «Феодору» и в феврале получил от Грипариса сообщение о намерении поставить пьесу. Фотиадис предстал перед жюри, в состав которого, кроме Грипариса, входили Г. Ксено́пулос, П. Нирванас и С. Мелас (1882—1966). Последний имел возражения, считая что пьеса высмеивает «священных для нас» византийских императоров.
После попытки переворота, Грипарис, охарактеризованный как сторонник Э. Венизелоса был смещён и на его место был назначен Ангелос Влахос (1915—2003), который заявил Фотиадису что пьеса не будет поставлена — «сожалею, но сейчас когда реставрирована монархия, я не могу поставить пьесу высмеивающую царей». Пьеса была поставлена лишь в 1945 году:В-51. 
Грипарис умер в Афинах в марте 1942 года, став одной из сотен тысяч жертв Великого голода, вызванного оккупацией греческой столицы армиями стран Оси.

## Место Грипариса в греческой литературе и театре XX века
Грипарис писал стихи, прозу и был постоянно занят переводческой деятельностью. 
Его деятельность характеризуется участием в группе сторонников разговорного языка димотики, в период когда противоречия в языковом вопросе были острыми. Это стало причиной его трений с властями и педагогическим истеблишментом в годы его работы учителем. 
Проза Грипариса включает в себя в основном хроники, критические заметки и статьи. 
Как поэт, он признаётся «мастером сонета». 
Ещё больше признание Грипарис получил за свой вклад в возрождение древнего греческого театра.

### Поэзия
Грипарис издал всего один поэтический сборник под заголовком «Скарабеи и терракоты» («Σκαραβαίοι και Τερρακότες» (1919), в котором он собрал все написанные им в период 1893 – 1909 годов стихи на димотики. 
Однако этого единственного сборника было достаточно, чтобы он занял достойное место в греческой поэзии XX века. 
Кроме всеобщего признания поэта, сборник был награждён государственным «Отличием наук и искусств» («Αριστείο των Γραμμάτων και των Τεχνών»). 
Много позже, в 1935 году в серии журнала «Страницы искусства» («Φύλλα Τέχνης») Грипарис опубликовал свои стихи в четырёх последовательных номерах журнала. 
В поэзии Грипариса высматривается влияние французских символизма и парнассизма.

### Театр

Афиша Дельфийского фестиваля 1927 года

Грипарис переложил на разговорный язык все сохранившиеся трагедии Эсхила и Софокла, а также «Вакханки» Еврипида, что стало одной из основных предпосылок для возрождения древнего греческого театра как в рамках Дельфийских празднеств организованных поэтом Ангелосом Сикелианосом, так и в последующей деятельности Национального театра руководимого Грипарисом.
К древнему театру Грипарис обратился ещё в 1906 году, но в этот период он переложил древние трагедии на т.н. «чистый язык» (Кафаревуса). 
В 1911 году издательство Фексиса (Библиотека Фексиса) опубликовало в переложении Грипариса тетралогию Эсхила «Орестея» («Агамемнон», «Хоэфоры», «Эвмениды», а также эсхиловскую «Семеро против Фив». 
Однако в 30-е годы, будучи уже ярым сторонником разговорного языка, он вновь обратился к Эсхилу («Просительницы», «Прометей прикованный» и вновь «Орестея»), а также к Софоклу («Электра», «Эдип в Колоне», «Филоктет», «Антигона», «Аякс». 
«Прометей прикованный» и «Просительницы» Эсхила были представлены на Дельфийских празднествах А. Сикелианоса.

### Платон
Ещё в 1911 году Грипарис обратился к текстам Платона, но оставаясь ещё в русле идеи что консервативный чистый язык ближе к языку древнего текста, переложил «Государство» Платона на кафаревусу. 
Работа Грипариса была издана в серии «Библиотеки Фексиса».
( В следующем, 1912 году, в серии «Библиотеки Фексиса» был издан диалог Платона «Евтидем», также в переложении Грипариса).
Однако сам Грипарис не был удовлетворён полностью результатом и позже вновь обратился к Платону, переложив на этот раз на димотики 7 из 10 книг «Государства» Платона. Эта работа, как следует из рукописей Грипариса была завершена в оккупацию, незадолго до его смерти, многие годы оставалась неизвестной и была найдена среди документов и имущества завещанных им «Гетерии греческих литераторов» (Η Εταιρεία Ελλήνων Λογοτεχνών). 
Платоновское «Государство» в переложении Грипариса, было включено в большую серию книг " Библиотека древних писателей".

### Переводчик
Грипарис перевёл на разговорный греческий язык значительное число работ иностранных авторов. 
Среди них Путевые картины Гейне (1925), Сказка лиса (Рейнеке-лис) Гёте, а также работы Шиллера, Золя, Шелли, Гамсуна. 
Кроме этого он перевёл работы древних римских классиков, Катулла и Горация.

## Память
Грипарис завещал свои рукописи и имущество Гетерии греческих литераторов, которая совместно с муниципалитетом афинского региона Калитея, обязалась создать Музей Грипариса и дать его имя одной из улиц Калитеи. 
Дом поэта по улице Грипариса 112 был провозглашён охраняемым государством, но музей (ещё) не был создан
Часть рукописей Грипариса (соответствует части издания «Неизвестный Грипарис, неизданные стихи» («Ο άγνωστος Γρυπάρης. Ανέκδοτα ποιήματα») хранится в «Центральном Греческом литературном и историческом архиве» («Γενικό Αρχείο του Ελληνικού Λογοτεχνικού και Ιστορικού Αρχείου (Ε.Λ.Ι.Α.

### Посмертные издания
- «Неизвестный Грипарис. Неизданные стихи» («Ο άγνωστος Γρυπάρης• Ανέκδοτα ποιήματα». Εισαγωγή Θ.Σπεράντσα. Αθήνα, Αστήρ, 1954. )
- «Стихи» («Τα ποιήματα». Επιμέλεια Δημήτρης Δασκαλόπουλος. Αθήνα. Εστία. )
- «Иоаннис Грипарис. Первый постсоломосский (см. после Д. Соломоса). Жизнь-работы-эпоха» (Ιωάννης Γρυπάρης• Ο πρώτος μετασολωμικός• Βίος- Έργο- Εποχή. Αθήνα, Πηγή, 1971).
- «Грипарис. Полное собрание сочинений» («Γρυπάρης Άπαντα (επιμέλεια Γ. Βαλέτας, Αθήνα, εκδόσεις Δωρικός»).

Время от времени, и сегодня, к стихам Грипариса обращаются современные греческие композиторы и музыканты.

## Внешние ссылки
- Βιογραφικό Σημείωμα από το ΕΚΕΒΙ
- Έργα από το Σπουδαστήριο Νέου Ελληνισμού
- «Μετά εξήκοντα έτη» του Κ. Γεωργουσόπουλου, Τα Νέα 17/8/02
- Ποιήματα του Γρυπάρη Ιωάννη